# True mirror
|  | Denne artikel er oprettet af botten Steenthbot ud fra en ekstern database. Den kan derfor have sproglige fejl eller mangler. Denne skabelon kan fjernes efter kontrol af indholdet. |

True mirror er en dansk filmskolefilm fra 2021 instrueret af Glen Bay Grant.

## Handling
I det psykologiske drama True Mirror underviser kærligheds-coachen Jacqueline med assistance fra teenagesønnen Silas en gruppe kursister i at elske sig selv. Men da en kursist udfordrer kursets metoder, udløser det en magtkamp, som kaster Jacqueline ud i et skræmmende møde med sig selv. (Fra: Ekko)

## Medvirkende
- Line Kruse, Jacqueline
- Noah Skovgaard Skands, Silas
- Johanne Louise Schmidt, Eva
- Ari Alexander, Sebastian